# Glysisvallen

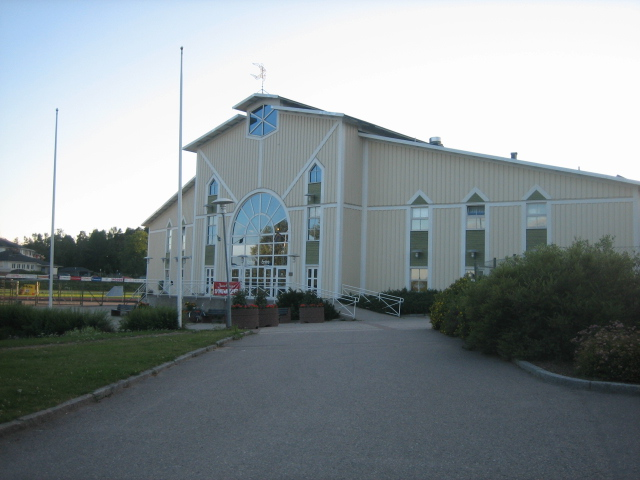
Entrén till Glysisvallen

Glysisvallens idrottsplats byggdes och invigdes 1939 och är Hudiksvalls idrottsarena. Glysisvallen erbjuder en mängd aktiviteter, som ishockey, friidrott, fotboll, gym och mässor, och är hemmaplan för Hudiksvalls HC, Hudiksvalls FF och Strands IF. I slutet av 2007 ordnades en konstgräsplan på Glysisområdet, Sparbanken Arena.
Glysisvallen AB som äger och driftar ishallen Holmen Center som byggdes 1989, sköter också konstgräsplanen Sparbanken Arena. Utöver detta finns också 11 fotbollsplaner som sköts av Glysisvallen ABs personal. 
Glysisvallen AB är sedan 2017 ett helägt kommunalt bolag i Hudiksvalls kommun. 
Publikrekordet för hockey är 1 565 personer från den direkt avgörande hockeyettanfinalen mellan Hudiksvalls HC och Troja-Ljungby den 20 april 2025. Matchen vanns av Troja Ljungby med 5-1 som därmed kvalificerade sig för hockeyallsvenskan 2025/26.  